# Seýdi
Seýdi är en ort i provinsen Lebap i Turkmenistan. Den hette före 1990 Neftezavodsk. 